# Jiyūgaoka
Jiyūgaoka (自由が丘, Jiyūgaoka) est un quartier commercial et résidentiel situé dans les arrondissements de Meguro et de Setagaya, à Tōkyō, Japon.

## Le quartier
Jiyūgaoka s’étend autour de la gare de Jiyūgaoka, où se croisent les lignes Tōyoko et Ōimachi de la compagnie Tōkyū. Jiyūgaoka se situe dans le sud du quartier de Meguro, mais ses commerces et ses résidences s’étendent jusqu’à Okusawa (奥沢) dans le quartier de Setagaya, il est ainsi souvent considéré comme un seul quartier commercial et résidentiel.
Le quartier compte beaucoup de magasins de vêtements, de magasins zakka et de restaurants. Jiyūgaoka est souvent considéré comme l’un des lieux d’habitation les plus recherchés.

## Histoire
Le 28 août 1927,  la station Kuhonbutsu-mae (九品仏前駅, Kuhonbutsu-mae eki) a été construite sur la ligne Tōkyū Tōyoko. La même année a été ouverte l’école Jiyūgaoka-gakuen High School.
Également en 1927 fut ouverte la ligne Tōkyū Ōimachi et la nouvelle gare de Kuhonbutsu  (九品仏駅, Kuhonbutsu-mae eki) a été construite à environ 800 m. à l’ouest de la gare de Kuhonbutsu-mae, laquelle existait déjà et a été renommée gare de Jiyugaoka.